# Terry e i pirati
Terry e i pirati (Terry and the Pirates) è una famosa striscia a fumetti di genere avventuroso e di guerra creata da Milton Caniff e pubblicata dal 1934 al 1973. Raggiunge presto il successo grazie alle trame coinvolgenti ma anche per la cura grafica dei disegni che influenzerà importanti autori negli anni Quaranta e anni Cinquanta. La serie viene universalmente riconosciuta come uno dei capolavori del fumetto e raggiunse un enorme successo che portò oltre alla pubblicazione di vari albi dedicati, anche a una trasposizione radiofonica nel 1938, a un serial cinematografico in 15 episodi nel 1940 e a una serie di telefilm prodotta negli anni cinquanta. Nel 1995 fu una delle venti serie a fumetti incluse nella serie commemorativa di francobolli statunitensi Comic Strip Classics.

## Storia editoriale
La serie fa il suo esordio in versione quotidiana il 22 ottobre 1934 sulle pagine del quotidiano «Chicago Tribune» e il 9 dicembre dello stesso anno esordisce anche nelle tavole domenicali. La serie venne commissionata nel 1934 dal direttore del Chicago Tribune, il capitano Joseph Medill Patterson al disegnatore Milton Caniff. Durante la seconda guerra mondiale, per allinearsi alle direttive della politica statunitense, la serie perde le caratteristiche prevalentemente avventurose per incentrarsi sulle tematiche relative alla guerra in corso anche per la pressione delle autorità statunitensi interessate a sfruttarne la popolarità per la propaganda; il fumetto si carica quindi di ideologie politiche al punto che Terry consegue il grado di sottotenente dell’Air Force e l'esercito americano invia all'autore una tessera autentica con il numero di matricola. La serie diviene molto popolare ma il 29 dicembre 1946 Caniff la abbandona non sentendo più suoi i personaggi decide di dedicarsi nel 1947 a una nuova serie di avventure, Steve Canyon. La serie comunque continua affidandone la realizzazione a George Wunder che ne accentuerà ulteriormente i toni bellicisti e gli aspetti politici e conservatori, mantenendone il nome nonostante la sua evoluzione. Il calo della diffusione determina la chiusura della serie nel 1973.
Nel 1995 viene tentato un revival della striscia con gli sceneggiatori Michael Uslan e Jim Clark e i disegnatori Greg e Tim Hildebrandt e Dan Spiegle, aggiornandone i personaggi. Questa nuova serie verrà realizzata fino al 1998.

### Edizioni estere

#### Italia
In Italia la serie venne pubblicata già dagli anni trenta su riviste dedicate ai fumetti come L'Avventuroso della Casa Editrice Nerbini e la sua presenza continuò nei decenni successivi fra le altre sulle testate Dick Fulmine, Sgt. Kirk, Comic Art. Le storie realizzate da Wunder vennero pubblicate parzialmente su Eureka e sui relativi supplementi editi dall'Editoriale Corno durante gli anni settanta.

## Trama
Il giovane Terry Lee, parte per la Cina, insieme all'amico Pat Ryan, alla ricerca di una miniera che ha ereditato e combatte contro i pirati che tentano di impadronirsene. La saga è ambientata in Asia ed è incentrata in un primo tempo sulle peripezie del giovane Terry, dell'avventuriero Pat Ryan e del ragazzo cinese Connie alle prese con furfanti di ogni tipo e con affascinanti avventuriere come la bionda Burma, una collaboratrice dei giapponesi ravveduta e l'affascinante Dragon Lady, una villain tra le più famose del mondo del fumetto. Le vicende narrate riflettono le tensioni internazionali degli anni trenta e quando scoppia il conflitto, dopo l'entrata degli Stati Uniti nella seconda guerra mondiale Terry, come molti altri eroi dei fumetti americani, si arruola nell'aviazione e diventa un simbolo del patriottismo americano; la serie abbandona quindi il registro avventuroso e assume i connotati tipici del genere di guerra, e non lo abbandonerà fino al 1973, anno in cui si conclude.

## Altri media
- trasposizione radiofonica (1938)[2];
- serial cinematografico in 15 episodi, diretto da James W. Horne (1940)[2];
- serie di telefilm prodotta nel 1952-53[2].